# Immortal
Gli Immortal sono un gruppo black metal norvegese, formatosi a Bergen nel 1990 per iniziativa dei leader storici Abbath e Demonaz Doom Occulta. E, ora in disputa per il nome tra quest'ultimo e il batterista Horgh.
Dopo aver pubblicato vari dischi fondamentali per il black metal, tra cui Battles in the North, i due fondatori trovarono un batterista fisso in Horgh, con cui fu inciso il quarto album Blizzard Beasts.
Poco dopo tuttavia Demonaz fu costretto a uscire dalla band a causa di una fortissima tendinite al braccio, e il suo posto alla chitarra venne preso da Abbath. Con una formazione composta dai soli Abbath e Horgh gli Immortal pubblicarono il quinto disco At the Heart of Winter, che segnò un significativo cambio di stile con l'introduzione di elementi thrash metal.
Nei mesi successivi ai due si unì il bassista Iscariah, per permettere ad Abbath di concentrarsi solo sulle parti di chitarra.
Dopo aver pubblicato nel 2000 Damned in Black, l'ultimo disco con la Osmose Productions, il gruppo firmò con la Nuclear Blast e pubblicò il settimo album Sons of Northern Darkness, che entrò nelle classifiche di vari paesi europei. Dopo essersi sciolti nel 2003, nel 2006 si sono riuniti per il 7 Dates of Blashyrkh Tour, per poi pubblicare nel 2009 l'ottavo disco All Shall Fall con una formazione composta da Abbath, Horgh e Apollyon degli Aura Noir. 
Il loro ultimo album è War Against All del 2023.

## Storia

### Gli inizi e i primi successi (1990-1995)
Iniziarono con il nome di Satanael, gruppo death metal di fine anni ottanta in cui militavano Abbath Doom Occulta e Demonaz Doom Occulta insieme a Varg Vikernes; i tre facevano anche parte di un gruppo death metal noto come Old Funeral.
I due gruppi furono attivi parallelamente fino a quando Demonaz e Abbath uscirono dai Satanael per fondare gli Amputation, che pubblicarono due demo, Achieve the Mutilation e Slaughtered in the Arms of God, tra il 1989 e il 1990.
Dopo la fine anche di quest'ultima band Demonaz decise nell'autunno del 1990 di fondare gli Immortal assieme ad Abbath, al chitarrista Jørn Inge Tunsberg e al batterista Armagedda, influenzati principalmente da Bathory, Possessed e Celtic Frost e dalla personalità di Euronymous, leader dei Mayhem.
I quattro pubblicarono la loro prima demo nello stesso anno, intitolata The Northern Upins Death.
Successivamente il chitarrista Tunsberg fu cacciato dalla band. Grazie a queste prime produzioni il complesso fu notato dall'etichetta francese Listenable Records, che propose la registrazione di un 7"; gli Immortal iniziarono dunque a lavorare alle tracce The Cold Winds of Funeral Frost e Unholy Forces of Evil.
La prima pubblicazione ufficiale, l'EP omonimo Immortal, fu edito nell'ottobre 1991 da Listenable Records con una tiratura di sole mille copie. Il disco fu notato dall'etichetta Osmose Productions, con cui il gruppo firmò nel 1992.
Nell'aprile dello stesso anno gli Immortal entrarono nello studio di registrazione Grieghallen di Bergen assieme al produttore Eirik Hundvin.
A luglio l'album di debutto Diabolical Fullmoon Mysticism, inizialmente intitolato Battles in the North, fu pubblicato da Osmose Productions, e ottenne buoni consensi negli ambienti del metal estremo.
Dal punto di vista dei testi il disco presenta anomalie da quelli che erano i temi dei principali gruppi black metal del periodo, non trattando temi satanici, bensì l'inverno e le leggende nordiche, come quella del Blashyrkh, regno immaginario ideato da Abbath e Demonaz in cui regna il "Mighty Ravendark", ossia il "Corvoscuro".
Anche dal punto di vista musicale si discosta dal black metal dell'epoca, soprattutto a causa del largo uso di chitarre acustiche.

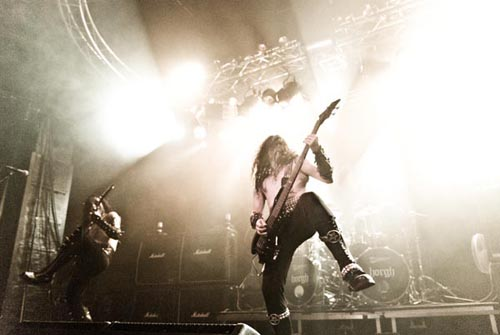
Gli Immortal durante un concerto all'Hole in the Sky, nel 2007.

Poco dopo questa pubblicazione Armagedda fu cacciato dalla band, e al suo posto fu ingaggiato temporaneamente Kolgrim, per un unico concerto a Bergen nel dicembre 1992. L'esibizione fu registrata da una tv locale, e mostrò il gruppo in forma non ottimale; Kolgrim fu licenziato poco dopo a causa dello scarso impegno.
Due mesi più tardi, quando ormai il movimento black metal aveva raggiunto una certa notorietà in Norvegia a causa di alcuni fatti di cronaca, un canale televisivo di Bergen propose alla band di registrare un'intervista e un video musicale. Il gruppo accettò, e il video di Call of the Wintermoon fu girato in sole due ore nelle foreste attorno a Bergen, e venne mandato in onda quella stessa sera insieme all'intervista.
L'anno successivo gli Immortal pubblicarono il successivo Pure Holocaust, registrato sempre ai Grieghallen insieme a Eirik Hundvin dai soli Abbath e Demonaz, nonostante tra i crediti figurasse Erik Brødreskift come batterista.
In realtà fu lo stesso Abbath a suonare tutte le parti di batteria dell'album, e Brødreskift si unì alla band solo durante il missaggio del disco, apparendo nella foto di copertina pur non avendo suonato una sola nota.
Riguardo al cambio di stile del disco, in cui erano state completamente abbandonate le chitarre acustiche, il chitarrista Demonaz dichiarò in un'intervista al magazine Tales of the Macabre:
(Demonaz Doom Occulta)
Dopo la pubblicazione l'album causò alcune polemiche a causa del suo titolo, dal momento che gli stessi Immortal definivano il loro stile holocaust metal, ma in seguito la band ha abbandonato del tutto il termine per non essere collegata al nazismo.
Il disco fu sostenuto con un tour in Europa assieme a Blasphemy e Rotting Christ, intitolato Fuck Christ Tour '93; grazie al successo di questi concerti il gruppo di Bergen organizzò un'altra serie di live, assieme al complesso black metal svedese Marduk.
Al termine del tour Brødreskift fu cacciato dalla band, e fu così Abbath a registrare le parti di batteria per il terzo album Battles in the North, pubblicato nel maggio 1995. Demonaz dichiarò in un'intervista pochi mesi prima dell'uscita del disco:
(Demonaz Doom Occulta)
Alcune copie del disco furono stampate con i numeri delle tracce errati, costringendo la Osmose Productions a ritirare la prima stampa e a correggere l'errore.
L'album fu pubblicato in un momento particolare per il black metal: molti gruppi che avevano fatto parte della scena fin dagli inizi come Emperor, Mayhem e Burzum erano sciolti, mentre band come Ulver e In the Woods... stavano cominciando ad esplorare nuove frontiere per il genere; Battles in the North, in netta controtendenza, presentò un black metal semplice, veloce e aggressivo. Proprio a questo proposito la band inserì all'interno del booklet una dichiarazione che diceva:
(Immortal)
Dopo la pubblicazione del disco gli Immortal videro crescere di molto la loro popolarità e trovarono un nuovo batterista temporaneo, ossia Hellhammer, ex Mayhem, che partecipò al tour in supporto ai Morbid Angel e apparve nel VHS Masters of Nebulah Frost.
Ben presto anche lo stesso Hellhammer abbandonò il gruppo per dedicarsi ad altri progetti, e fu allora che il batterista Horgh prese contatti con Abbath e Demonaz, che dopo un provino lo ammisero nel gruppo come batterista in pianta stabile.
A questo proposito Demonaz dichiarò nell'autunno 1997:
(Demonaz Doom Occulta)

### La defezione di Demonaz e il cambio di stile (1996-1999)
Tre mesi dopo, gli Immortal entrarono agli Stigma Studios, meglio equipaggiati dei Grieghallen, per registrare il quarto album Blizzard Beasts agli Stigma Studios, pubblicato nel febbraio 1997. Questo fu l'ultimo lavoro della band assieme al chitarrista Demonaz, che fu costretto a prendersi una pausa dall'attività musicale a causa di una tendinite alle braccia.
Horgh e Abbath attesero per diversi mesi un miglioramento della situazione, ma la tendinite di Demonaz non si attenuava, e dopo alcuni mesi l'etichetta della band, la Osmose Productions, fece sapere che le ripresa dell'attività live non poteva più essere rimandata.
A questo punto fu lo stesso Demonaz a decidere di rinunciare, continuando tuttavia a far parte degli Immortal come principale compositore e formando un proprio gruppo, i Perfect Visions, in cui svolgeva solo l'attività di cantante. Il suo posto fu preso dallo stesso bassista Abbath, mentre al basso subentrò Ares degli Aeternus.
Dopo un tour svoltosi in quello stesso anno fu chiesto ad Ares di entrare nel gruppo come bassista a tempo pieno, ma egli rifiutò l'offerta per concentrarsi unicamente sugli Aeternus.

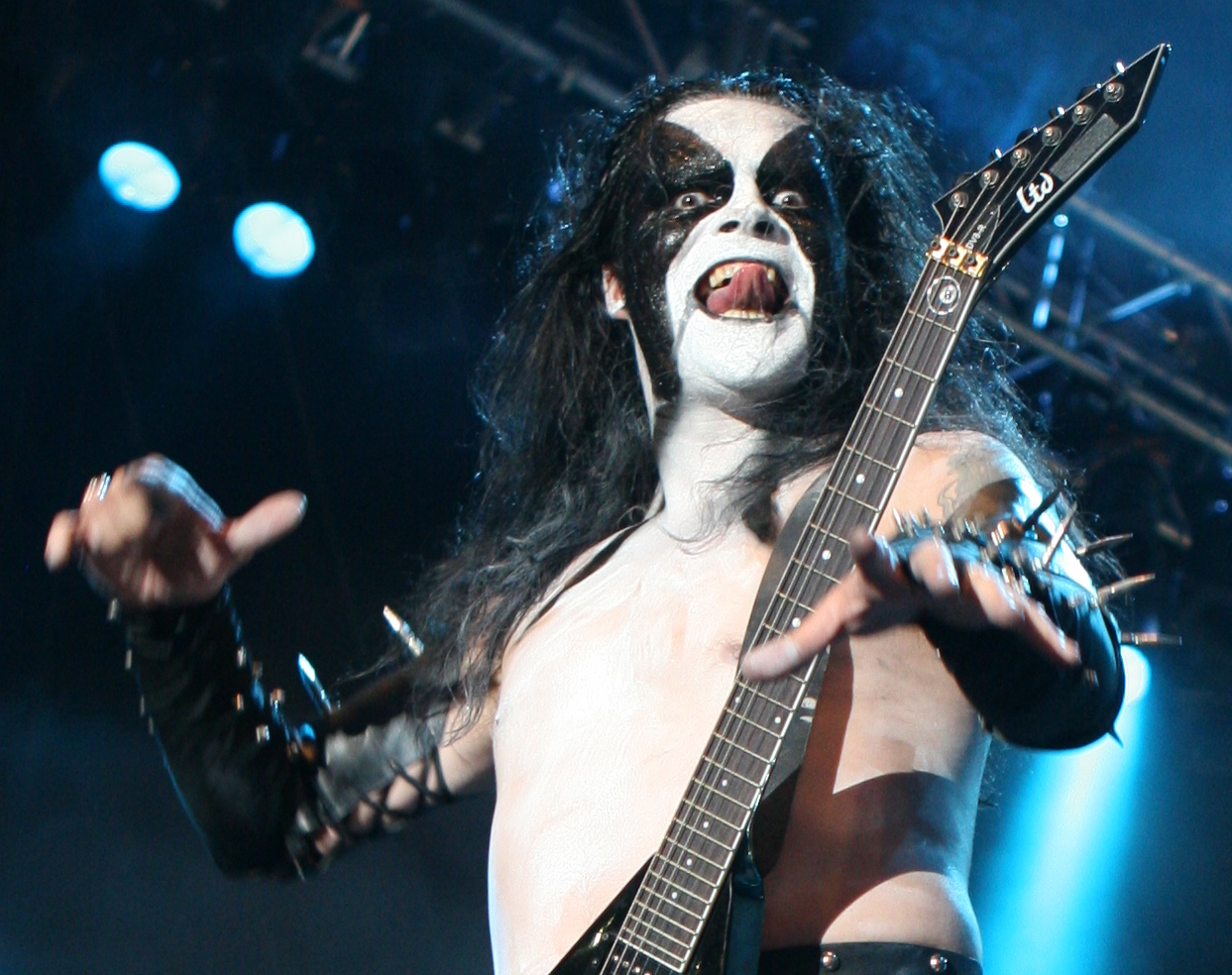
Abbath dal vivo.

Il gruppo proseguì la propria attività e giunse a pubblicare il quinto disco At the Heart of Winter nel febbraio 1999, registrato agli Abyss Studios assieme a Peter Tägtgren. Fu lo stesso Tägtgren, cantante e chitarrista degli Hypocrisy, a chiedere alla Osmose Productions di produrre il disco ai suoi Abyss Studios, e la proposta fu accettata sia dall'etichetta sia dalla band.
Il disco presentò un notevole cambiamento dai lavori precedenti, e fu lodato da molti critici per la fusione di elementi black e thrash metal. Allo stesso tempo fu cambiato il logo della band, e per la prima volta la copertina dell'album non rappresentava i componenti della band bensì un paesaggio mitologico dominato da un castello.
Abbath ha spiegato che all'epoca fu deciso di non rappresentare un'immagine della band, proprio perché c'era una band "inesistente ed incompleta". Era infatti il periodo di transizione successivo alla tendinite di Demonaz.
L'esperimento, apparentemente abbandonato dopo quel disco, sarà poi ripreso nel 2009 con All Shall Fall. Il disco guadagnò alla band moltissimi nuovi fan, e rese gli Immortal uno dei gruppi metal norvegesi più noti e apprezzati.
Dopo aver contribuito con la traccia To Walk the Infernal Fields all'album di tributo ai Darkthrone Darkthrone Holy Darkthrone, il terzetto riprese l'attività live, per la quale venne ingaggiato come bassista in pianta stabile Iscariah degli Enchanted.
Nell'ottobre dello stesso anno, di ritorno dal tour, gli Immortal avevano già varie nuove tracce pronte, e così si recarono nuovamente agli Abyss Studios, dove registrarono le parti di batteria, basso e chitarra, mentre le parti vocali e gli assoli furono registrati nel febbraio 2000.

### Lo scioglimento (2000-2003)
Il sesto disco Damned in Black uscì a fine marzo del 2000 e riuscì a vendere 40 000 copie nella sola prevendita e ad entrare nelle classifiche tedesche.
Fu l'ultimo album con la Osmose Productions, e gli Immortal decisero di accasarsi in quello stesso anno alla Nuclear Blast, firmando un contratto per un album il 22 novembre. Damned in Black fu pubblicizzato negli USA in un tour assieme a Angel Corpse, Satyricon e Krisiun, oltre che in qualche data anche in Messico.
Per celebrare il decimo anniversario della nascita della band, che cadeva proprio quell'anno, fu annunciata la pubblicazione di un box set speciale contenente un album live, varie foto inedite e altre rarità, che però non vide mai la luce. Intanto i componenti erano sempre più occupati in altri progetti: Horgh era anche batterista live dei Pain, Abbath era entrato a far parte dei Det Hedenske Folk e Iscariah contribuiva all'album Ceremony in Flames del supergruppo black metal Wurdulak. Infine, Horgh e Abbath registrarono il demo Ghouls of Grandeur assieme a Frediablo, chitarrista di Deride, Wurdulak e Gorelord, e a Ole Walanet dei Deride.
In quello stesso anno gli Immortal contribuirono con From the Dark Past a una compilation di tributo ai Mayhem pubblicata da Avantgarde Music ed intitolata Originators of the Northern Darkness - A Tribute to Mayhem.
Nel settembre 2001 il complesso tornò nuovamente in studio di registrazione con il produttore Peter Tägtgren per preparare il seguito di Damned in Black: Sons of Northern Darkness fu pubblicato nel febbraio 2002.
Il disco fu prodotto in vari formati differenti, in vinile, in edizione limitata e in metal box, che andò presto esaurita. La promozione dell'album fu molto ben curata, in quanto la Nuclear Blast era convinta che potesse arrivare a vendere 150 000 copie, superando così il suo predecessore che ne aveva vendute 100.000.
Anche grazie a questo il disco riuscì ad ottenere piazzamenti in varie classifiche europee, raggiungendo la posizione 58 in Germania e 31 in Finlandia e Norvegia.
Tra il marzo e l'aprile dello stesso anno gli Immortal si esibirono al festival metal europeo No Mercy organizzato dal magazine Rock Hard, assieme a nomi come Vader, Catastrophic, Deströyer 666, Hypocrisy, Disbelief, Malevolent Creation e Obscenity. Poco dopo la band fece da supporto ai Manowar per alcuni concerti negli Stati Uniti, ma senza Iscariah, che lasciò dopo tre anni ed entrò a far parte dei Necrophagia, e in seguito di Amok e The Clan Destined. Il bassista rilasciò una dichiarazione ufficiale che diceva:
(Iscariah)
Dopo averlo rimpiazzato con Saroth dei Pain, Abbath partecipò come ospite all'album dei Dimmu Borgir Death Cult Armageddon.
Nel 2003 Sons of Northern Darkness ottenne la nomination in due diversi premi, gli Alarm Awards e gli Spellemannprisen norvegesi, ma in entrambi i casi vinsero i Satyricon con Volcano.
Ma nel luglio 2003, poco dopo che Horgh e Iscariah avevano fondato i Grimfist, cominciò a circolare la voce che gli Immortal fossero sul punto di sciogliersi. Inizialmente la Nuclear Blast negò ufficialmente la notizia, e dichiarò che si trattava invece solo di una pausa, ma poche ore dopo gli stessi Immortal confermarono lo scioglimento.

### Il decennio 2005-2015

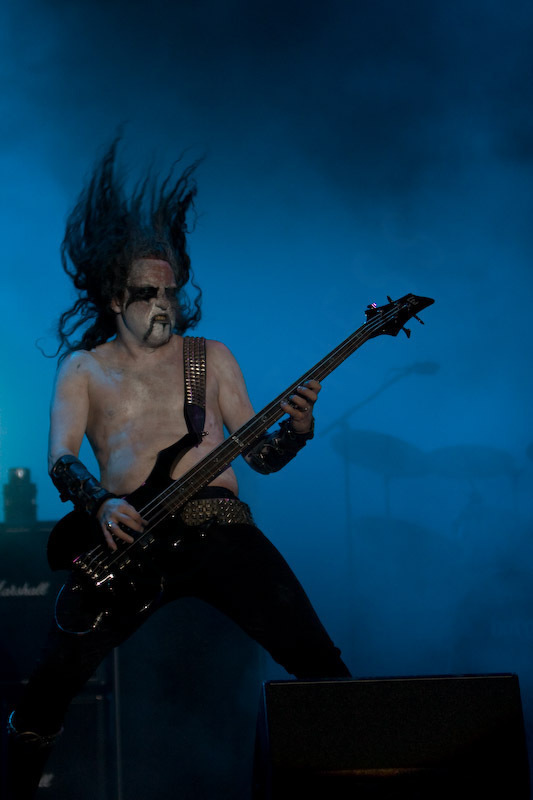
Apollyon, entrato nella band nel 2006.

Nel 2005 la Townsend Avalanche Music pubblicò una compilazione di tributo intitolata Epimythion - Tribute to Immortal, con le partecipazioni di Sunn O))), Beyond Dawn, Endwarfment, Vreid, Tragedy Begins, Zweizz, Enthroned, Aura Noir, Funeral Procession e Seth. Nell'aprile 2005 Abbath, assieme ad Armagedda, ad Arve Isdal degli Enslaved e dei Malignant Eternal e a King ov Hell dei Gorgoroth formò il supergruppo I, con il contributo di Demonaz per quanto riguarda i testi.
Nel giugno 2006 Abbath dichiarò in un'intervista al Periodico tedesco Rock Hard che stava discutendo con Horgh e Demonaz riguardo a una possibile riunione della band; poco dopo furono annunciate alcune date dal vivo, precisamente il 14 luglio 2006 sul sito ufficiale della Nuclear Blast. In formazione Iscariah fu sostituito da Apollyon degli Aura Noir: secondo Abbath, Iscariah si interessò alla riunione solo quando apprese del guadagno che avrebbe potuto ricavarne e fu, per questo motivo, escluso dalla nuova formazione.
La riunione fu coronata dal 7 Dates of Blashyrkh Tour, che vide il gruppo come attrazione principale di una serie di eventi come l'Inferno Metal Festival in Norvegia, il francese Hellfest, il Tuska Open Air, lo sloveno Metal Camp e il Wacken Open Air 2007.
Subito dopo il termine del tour, gli Immortal annunciarono tre ulteriori date, a Bergen il 25 agosto per il festival Hole in the Sky, a Notodden in occasione del Motstøy Festival e il 20 ottobre all'UKA-07 di Trondheim; al termine di questi impegni il gruppo si concentrò sulla registrazione di un nuovo disco. Il 14 ottobre fu annunciata la partecipazione all'edizione 2008 del Rock Hard festival, da svolgersi tra il 9 e l'11 maggio a Gelsenkirchen, oltre a un tour in Australia e Nuova Zelanda intitolato Blashyrkh in Oz Tour e previsto per il marzo 2008. Nel maggio 2009 il gruppo entrò negli Abyss Studio per registrare il nuovo disco.
Il 13 giugno 2009 fu annunciato il titolo del nuovo album, All Shall Fall e il 30 luglio ne fu annunciata la pubblicazione il 25 settembre in Europa e il 6 ottobre negli Stati Uniti. Il 3 agosto il gruppo annunciò sul proprio sito ufficiale la partecipazione all'Hellfest e al Wacken Open Air per l'estate di quello stesso anno.
Nei giorni seguenti furono rese disponibili varie versioni di All Shall Fall, tra cui una digipack, una in un box set in edizione limitata, una in vinile e una in picture disc.
L'11 settembre fu confermato che la band avrebbe partecipato al Winternoise Festival e al Kings of Black Metal Festival, che si sarebbero svolti rispettivamente il 23 gennaio a Dortmund e il 10 aprile a Gießen, mentre il 16 dello stesso mese fu annunciato che gli Immortal avrebbero preso parte al Metal Camp 2010 a Tolmin come headliner.
Il 29 settembre gli Immortal resero disponibile in streaming la traccia All Shall Fall sul loro sito ufficiale. Il 18 dicembre fu annunciata una tournée nel Nordamerica con quattro date a Toronto, Montréal, New York e Los Angeles.
Il 9 gennaio 2010 il complesso si esibì nella propria città d'origine, Bergen, per celebrare l'uscita di All Shall Fall.
Il 13 gennaio fu annunciata la cancellazione del Winternoise Festival, che si sarebbe dovuto tenere il 23 gennaio a Dortmund, e il gruppo si prese una pausa dall'attività live fino al mini tour in Nordamerica, mentre il 6 febbraio sul sito ufficiale fu annunciata la partecipazione al Norway Rock Festival da svolgersi a Kvinesdal il 7 luglio. Pochi giorni dopo gli Immortal vengono candidati un'altra volta agli Spellemannprisen, stavolta per All Shall Fall, ma, tramite il loro manager Håkon Grav, rifiutano tale candidatura.
Il 15 aprile, a causa dell'Eruzione dell'Eyjafjöll del 2010, il gruppo annunciò sul proprio sito ufficiale che il concerto a Mosca, previsto per il 17 aprile, sarebbe stato posticipato al 30 ottobre dello stesso anno, dal momento che tutti i voli in uscita dalla Norvegia erano stati cancellati. Pochi giorni dopo, il 7 maggio, fu annunciata la partecipazione degli Immortal all'Eindhoven Metal Meeting come attrazione principale, previsto per il 18 dicembre 2010 a Eindhoven.
Il 13 maggio fu annunciata la pubblicazione di The Seventh Date of Blashyrkh, primo vero DVD registrato dal vivo della band.
Il 23 giugno il gruppo giunse primo ai Metal Hammer Golden Gods Awards tenutisi a Londra, nella categoria Best Underground Band. Nel mese successivo gli Immortal presero parte a vari festival importanti, tra cui l'Hellfest, il Graspop Metal Meeting in Belgio, il Metalcamp e il Norway Rock Festival.
Il 10 luglio fu reso disponibile il trailer di The Seventh Date of Blashyrkh, che fu pubblicato il 6 agosto, mentre il 30 dello stesso mese il gruppo pubblicò sul suo sito il video ufficiale di All Shall Fall, quasi un anno dopo l'uscita dell'album.
Si tratta del primo video in 15 anni, dopo i precedenti Blashyrkh (Mighty Ravendark) e Grim and Frostbitten Kingdoms del 1995.
Inoltre furono annunciate partecipazioni all'Inferno Festival, tra il 20 e il 23 aprile 2011 assieme agli Aura Noir, e al Bloodstock Festival nel Regno Unito.
Stando a una recente intervista a Decibel, il gruppo ha già iniziato a lavorare su quattro nuove tracce per il seguito di All Shall Fall. Demonaz ha anche aggiunto di aver scritto materiale per molte altre tracce, e che presumibilmente per l'agosto 2010 la prima metà del nuovo disco dovrebbe essere pronta.
In seguito, il 20 febbraio 2010, è stato annunciato che il primo disco solista di Demonaz, intitolato March of the Norse, sarebbe uscito il 1º aprile dello stesso anno su Nuclear Blast, e che la formazione era composta da Demonaz, Abbath, Ice Dale e Armagedda.
Nel marzo del 2015, il frontman e fondatore del gruppo, Abbath, lasciò la band, dichiarandone la fine. Nell'agosto dello stesso anno, tuttavia, Demonaz e Horgh comunicarono che la band "non si è mai fermata", e che avrebbero proseguito senza Abbath.

### Il nono album: Northern Chaos Gods (2016 - 2018)
Nel maggio del 2016 il gruppo ha annunciato Demonaz come nuovo frontman e cantante. Il 31 maggio, inoltre, hanno comunicato di aver completato il loro nono album in studio. La tracklist, il titolo e la copertina dell'album sono stati annunciati il 20 aprile 2018, mentre il giorno 11 luglio è stato rilasciato in anteprima come singolo la titletrack dell'album, "Nothern Chaos Gods".
L'album completo, Northern Chaos Gods, è stato pubblicato ufficialmente il 6 luglio 2018 dalla casa discografica Nuclear Blast.

### La battaglia legale con Horgh e War Against All (2023)
Nell'agosto 2020 è stato annunciato che Demonaz e Horgh erano coinvolti in una disputa legale sui diritti del nome della band. Demonaz aveva registrato il nome presso l'ufficio brevetti norvegese come suo marchio esclusivo nel luglio 2019 e la registrazione era stata approvata; tuttavia, Horgh aveva scelto di opporsi alla registrazione e la questione era risultata a suo favore, il che significava che Demonaz non avesse più il diritto esclusivo sul nome Immortal. Horgh non era a conoscenza dell'iniziale registrazione esclusiva effettuata da Demonaz.
Il 24 ottobre 2022 il gruppo ha annunciato che il decimo album in studio, War Against All, sarebbe stato pubblicato nel 2023. Al contempo, viene rivelata la presenza di Demonaz come unico membro della band, lasciando intendere che abbia vinto la disputa dei diritti sul nome del gruppo contro Horgh. Nel marzo 2023, il gruppo ha pubblicato la title track dell'album, pubblicato in seguito il 26 maggio.

## Tematiche e musica

### Stile musicale
Gli Immortal hanno variato più volte stile musicale nel corso degli anni. Il primo album Diabolical Fullmoon Mysticism è solitamente considerato ancora immaturo e incerto, ad esempio dal critico Piero Scaruffi e da All Music Guide.
Il disco presenta comunque alcune caratteristiche che lo discostano da molti dei gruppi black del periodo, come l'ampio utilizzo di chitarre acustiche e i tempi lenti e atmosferici, oltre a una maggiore presenza di melodia. Nonostante questo il lavoro, pur contenendo una vena death metal, presenta già alcune delle tracce più note del primo periodo della band, ossia The Call of the Wintermoon e A Perfect Vision of the Rising Northland.
Il disco ha ricevuto anche alcune recensioni positive, ad esempio nel libro Metallus. Il libro dell'Heavy Metal, in cui si afferma che "seppur grezzo e impreciso, questo disco diede nuova linfa al black metal [...] I ruggiti di Call of the Wintermoon e Unholy Forces of Evil sono da antologia".
Un'altra recensione molto positiva che il disco ha ricevuto, è presente nel libro Heavy metal. I Contemporanei di Gianni Della Cioppa, in cui l'autore afferma che "non ancora ventenni, gli Immortal danno alle stampe una pietra miliare del metal estremo[...]", spiegando anche che nell'album "la tecnica approssimativa viene ampiamente compensata dal carattere e dalla forza espressiva[...]".

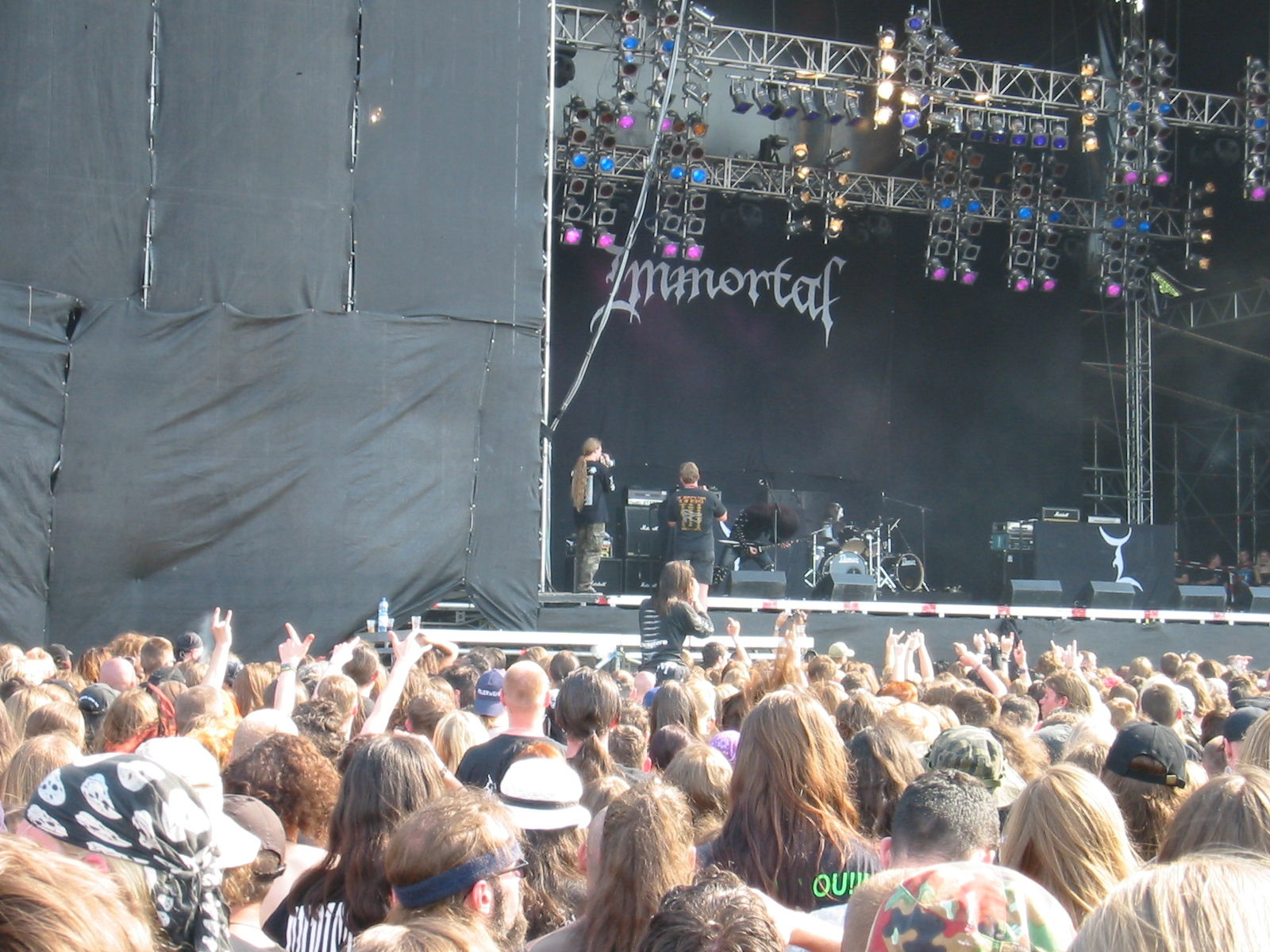
Gli Immortal al Wacken Open Air 2002.

Il successivo Pure Holocaust mostrò un netto miglioramento, ed è stato descritto da All Music Guide come "oscuro, tecnico e potente". Inoltre la rivista heavy metal Chronicles of Chaos lo incluse nella lista dei dieci album black metal più influenti di sempre.
La consacrazione definitiva però giunse con il terzo album Battles in the North, considerato da molti uno dei migliori lavori della band e dell'intero black metal. Musicalmente il disco è molto estremo, con grande presenza di scream e blast beat, anche se è caratterizzato da una produzione molto scadente, al punto che si dovette ripetere il missaggio, dal momento che la prima stampa dell'album era stata accolta negativamente dalla critica a causa della scarsa qualità audio.
Il disco ha ottenuto una valutazione di 5 stelle su 5 nella recensione all'interno di Metallus, ed elogiato in quanto "canzoni come Battles in the North, Grim and Frostbitten Kingdoms e Blashyrkh (Mighty Ravendark) hanno fatto la storia del black metal".
Due anni più tardi uscì Blizzard Beasts, considerato spesso uno dei peggiori lavori del gruppo, tanto che All Music Guide l'ha definito "un disco frettoloso" e Scaruffi l'ha bocciato in quanto deludente.
Uno dei maggiori problemi dell'album risiede nella produzione, che ancora una volta fu molto grezza e poco pulita, ma anche nella mancanza di originalità; allo stesso tempo tuttavia l'album presentò alcune buone tracce, tra cui Mountains of Might, che secondo alcuni anticipa la svolta thrash metal avvenuta con il successivo album.
Inoltre la rivista Chronicles of Chaos gli assegnò un punteggio di 8 su 10, sottolineando anche la forte vena death metal del disco e l'influenza dei primi Morbid Angel, soprattutto nelle parti di chitarra.
In un'intervista del 1999 lo stesso Abbath ha ammesso questa influenza, dichiarando di aver sempre ammirato i Morbid Angel ma di avere in seguito deciso di abbandonare le influenze death, non ritenendole adatte alla band.
Il quinto disco At the Heart of Winter mostrò infatti un netto cambiamento stilistico, in parte a causa dell'uscita del chitarrista Demonaz. Fu lo stesso Abbath a sostituirlo, sviluppando uno stile differente, più progressive e epico, caratterizzato dalla fusione con il thrash metal tedesco e da frequenti cambi di tempo.
Inoltre il disco fu prodotto da Peter Tägtgren, che garantì un suono molto più pulito e denso.
At the Heart of Winter è spesso considerato uno dei capolavori assoluti della carriera degli Immortal.
Anche il successivo Damned in Black fu lodato dalla critica, tanto che John Serba di All Music Guide commentò: "E gli Immortal proseguono attraverso paesaggi cupi e ghiacciati, divenendo rapidamente il gruppo black metal più importante ed ispirato (probabilmente)".
È anche considerato uno degli album più estremi della band dopo la svolta musicale, con una maggiore frequenza di blast beat e alcuni rimandi al sound dei primi lavori.
Un altro elemento aggiunto fu la prosecuzione della collaborazione con Peter Tägtgren, che anche in questo caso garantì una produzione pulita ed efficace.
Nonostante la critica abbia nella maggior parte dei casi elogiato questo disco, ci furono anche alcune voci fuori dal coro, come ad esempio Piero Scaruffi, che lo definì deludente.
Il settimo disco Sons of Northern Darkness uscì nel 2002, ed è considerato uno dei migliori lavori della discografia della band.
All Music Guide lo definì infatti "probabilmente uno dei migliori dischi black metal mai pubblicati" e "un capolavoro che ogni fan del black metal dovrebbe avere". Tuttavia pochi mesi dopo la pubblicazione il gruppo si sciolse, per riunirsi solo nel 2006.
Il primo album dopo la riunione fu All Shall Fall, che è stato accolto positivamente dalla maggior parte della critica. All Music Guide l'ha infatti definito uno dei migliori album metal del 2009, e ha lodato vari aspetti del suono della band, tra cui la produzione, gli assoli di chitarra, lo stile di batteria e i riff, in alcuni casi influenzati anche dal post-punk.
Anche il critico Chad Bowar di about.com ha lodato l'album, che nella sua opinione "mostra esattamente il motivo per cui sono uno dei gruppi più importanti nella storia del black metal".
Bowar ha elogiato anche la produzione di Tägtgren, definendola come la migliore in tutta la carriera degli Immortal.
Anche Pitchork Media, che ha assegnato al disco un punteggio di 7.1 su 10, ha lodato la produzione, ed ha anche elogiato la tecnica di Abbath e Horgh, cresciuta rispetto al passato.
Popmatters ha pubblicato una recensione positiva, lodandone la produzione e l'abilità tecnica dei componenti del gruppo, e infine Chronicles of Chaos gli ha assegnato un punteggio di 9 su 10.

### Blashyrkh
Blashyrkh è un regno immaginario inserito nei testi della band.

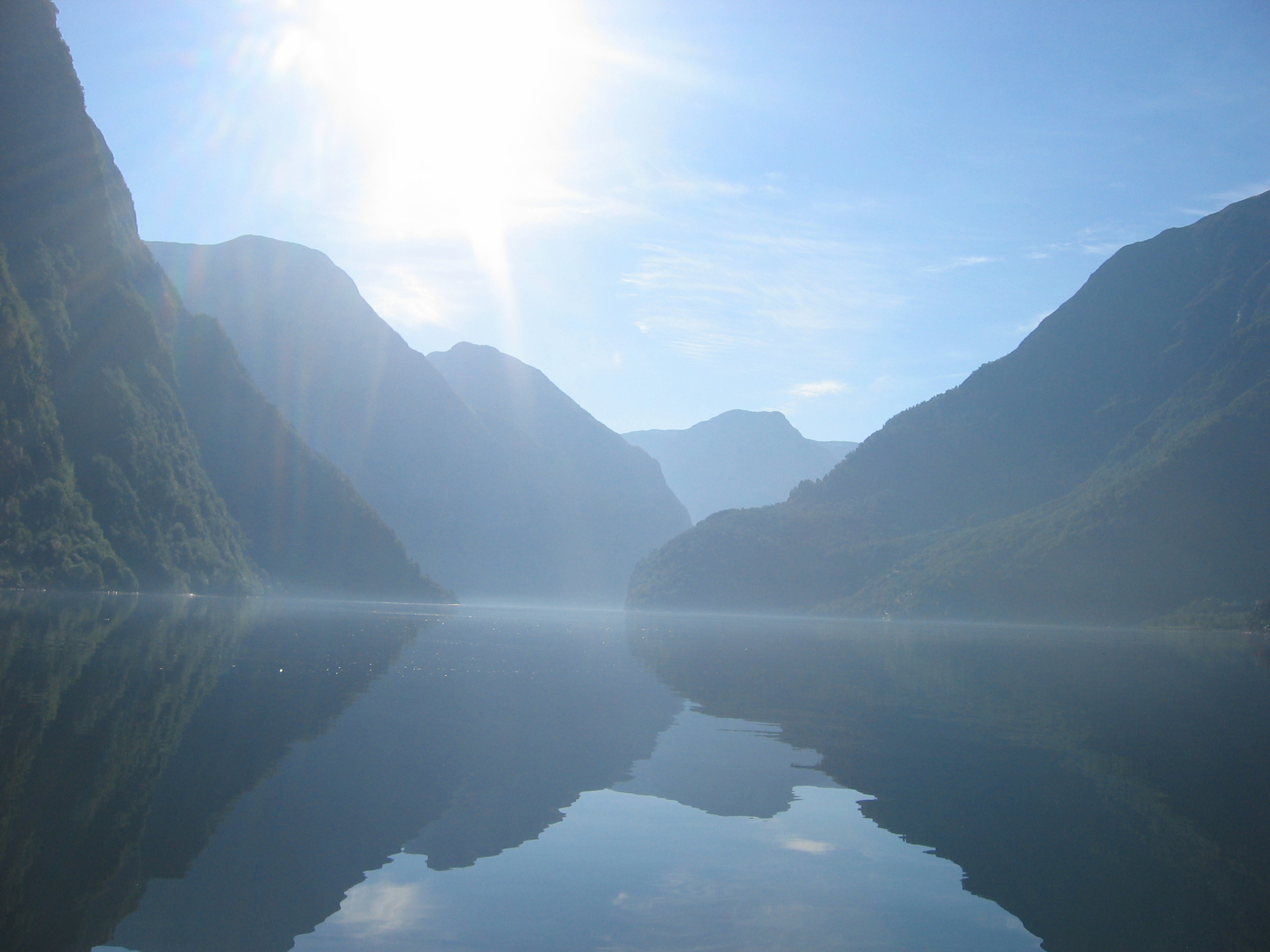
Esempio di fiordo norvegese.

Questo reame sarebbe stato creato dall'odio di Abbath e Demonaz e sarebbe governato da un gigantesco corvo chiamato Mighty Ravendark. Blashyrkh, secondo i testi dell'album At the Heart of Winter, sarebbe sempre coperto dal gelo, dalla neve e dall'inverno.
with strength and pride all the way you are at the heart of winter
The statue watches the kingdom your giant wings make all beneath
I'm staring forth the raventhrone I know I'm at the heart of winter»
Sempre forte e impavido sei nel cuore dell'inverno
La statua osserva il regno che si dipana sotto le tue immense ali
Guardo al trono del corvo, so di essere nel cuore dell'inverno»
(Da At the Heart of Winter)
Iscariah, bassista della band negli album Damned in Black e Sons of Northern Darkness, l'ha così descritto in un'intervista:
(Iscariah)
Demonaz invece, autore della gran parte dei testi, ha descritto in questo modo il Mighty Ravendark, il gigantesco corvo che dominerebbe Blashyrkh:
(Demonaz Doom Occulta)
In un'altra occasione, spiegando i motivi che l'hanno spinto a scegliere Blashyrkh come tema, ha dichiarato:
(Demonaz Doom Occulta)

### Influenze
Gli Immortal fanno parte dei gruppi della "seconda ondata del black metal", nata per mano dei Mayhem nel 1987 e poi sviluppatasi anche grazie a gruppi norvegesi come appunto gli Immortal, oltre a Satyricon, Darkthrone, Emperor, Burzum e Gorgoroth.
Numerosi sono stati i gruppi ispirati da Abbath e soci, come per esempio la band viking metal Enslaved, che ha preso il proprio nome dalla traccia Enslaved in Rot contenuta nel primo demo degli Immortal. Altre formazioni che hanno subito l'influenza degli Immortal sono Alastor e Satyricon.
Secondo il critico Dan Marsicano di About.com "gli Immortal hanno influenzato innumerevoli gruppi fin dalla loro formazione", mentre Daniel Bukszpan nel suo libro The Encyclopedia of Heavy Metal ha scritto che "chiunque sia interessato al black metal dovrebbe comprare almeno uno dei primi quattro album".
I norvegesi Vidsyn hanno realizzato una reinterpretazione di Withstand the Fall of Time all'interno del loro album On Frostbitten Path Beneath del 2004.
Gli inglesi Old Forest hanno registrato una reinterpretazione di The Sun No Longer Rises per la loro demo del 2010 Covered in Black.
I Sunn O))) hanno reinterpretato Cursed Realms (Of the Winterdemons) nel loro disco del 2005 Black One.

## Logo ed immagine
La band ha avuto due tipi diversi di logo. Il primo, comparso originariamente sull'EP Immortal è stato disegnato da James William Hindle. Si trattava del classico logo da gruppo black metal, contenente anche pentacolo e croce rovesciata. A proposito di quest'ultimo Demonaz ha dichiarato nel 1997:
(Demonaz Doom Occulta)
Lo stesso logo sarà poi ripreso anche nei tre album successivi, ossia Diabolical Fullmoon Mysticism, Pure Holocaust e Battles in the North.
Il disco At the Heart of Winter del 1999 per la prima volta presenta in copertina un disegno raffigurante un paesaggio nordico, e non una foto del gruppo. Inoltre anche il logo storico della band viene sostituito con uno molto più leggibile.
Come ha spiegato lo stesso Abbath successivamente, la decisione di utilizzare un disegno al posto della foto di gruppo fu dovuto al fatto che all'epoca c'erano molti problemi dovuti alla tendinite di Demonaz, e che di fatto la band era formata dai soli Abbath e Horgh.
Negli album successivi (Damned in Black e Sons of Northern Darkness), ritorneranno comunque le foto di gruppo.
Con All Shall Fall del 2009 viene presentato in copertina per la seconda volta un disegno, ma stavolta senza né logo del gruppo né titolo.
Dal punto di vista dell'immagine pubblica, il gruppo è stato spesso criticato per l'uso del face painting e per l'abitudine di farsi ritrarre con armi quali asce o alabarde, tanto da essere definiti ridicoli dalla rivista Rock Hard.
Anche Keith Kahn-Harris, all'interno del libro Extreme metal: music and culture on the edge, ha trattato questo aspetto, asserendo che l'apparente seriosità delle foto potrebbe essere deliberata e avere anche un intento autoironico.

## Relazioni con la scena black metal
Gli Immortal, fin dai propri esordi, si sono sempre considerati come isolati rispetto alla scena black metal, e in particolare all'Inner Circle, e hanno minimizzato le relazioni con i suoi membri, evitando di rilasciare dichiarazioni riguardo ai crimini ad esso correlati.
Nel 1993, ad esempio, Demonaz rispose a una domanda sul processo a Varg Vikernes in questo modo:
(Demonaz Doom Occulta)
Nel 2006 stesso Abbath, sempre parlando delle vicende relative a Vikernes, dichiarò:
(Abbath Doom Occulta)
Il gruppo si è discostato anche dal satanismo tipico di molti gruppi black metal, stando alle dichiarazioni di Abbath:
(Abbath Doom Occulta)

## Formazione
- Demonaz - chitarra (1991-1997, 2016-presente), testi (1991-2003, 2006-2015, 2015-2020), voce (2016-presente)

## Discografia
- 1992 – Diabolical Fullmoon Mysticism
- 1993 – Pure Holocaust
- 1995 – Battles in the North
- 1997 – Blizzard Beasts
- 1999 – At the Heart of Winter
- 2000 – Damned in Black
- 2002 – Sons of Northern Darkness
- 2009 – All Shall Fall
- 2018 – Northern Chaos Gods
- 2023 –  War Against All

### Libri
- (EN) Daniel Bukszpan, The Encyclopedia of Heavy Metal, Sterling, 2003, ISBN 9780760742181.
- Gianni Della Cioppa, Heavy Metal. I contemporanei, Giunti Editore, 2010, ISBN 978-88-09-74962-7, ..
- Michael Moynihan, Lords of Chaos: The Bloody Rise of the Satanic Metal Underground, Feral House, 1998, ISBN 0-922915-48-2.
- Joel McIver, Metal Estremo, Edizioni Lo Vecchio, 2001, ISBN 88-7333-005-3.
- Luca Signorelli, Metallus. Il libro dell'Heavy Metal, Giunti Editore, 2001, ISBN 88-09-02230-0.
- Keith Kahn-Harris, Extreme Metal: Music and Culture on the Edge, Oxford, Berg, 2006, ISBN 978-1-84520-399-3.
- Phil Freeman, Marooned: The Next Generation of Desert Island Discs, Da Capo Press, 2007, ISBN 0-306-81485-4.
- Ian Buchanan, Marcel Swiboda, Deleuze and Music, Edinburgh University Press, 2004,  p. 100, ISBN 978-0-7486-1869-9.
- John Mclver, Justice for All: The Truth about Metallica, Omnibus Press, 2004,  pp. 54, ISBN 978-0-7119-9600-7.
- Jesper Aagaard Petersen, Contemporary religious Satanism: a critical anthology, Ashgate Publishing, 2009,  p. 189, ISBN 978-0-7546-5286-1.

### Riviste specializzate
- Costa Stoios, Interview with Abbath, Demonaz and Erik, in Tales of the Macabre, n. 1, Tales of the Macabre, 1993.
- Ian Christe, Immortal - Battles in the North, in CMJ New Music Monthly, vol. 60, n. 25, 1995,  p. 46, ISSN 1074-6978 (WC · ACNP).
- Interview with Demonaz of Immortal, in Nordic Vision, n. 3, Metal Union, 1995, ISSN 1501-9284 (WC · ACNP).
- Darcey Steinke, Satan's Cheerleaders, in Spin, vol. 11, n. 11, 1996,  p. 65, ISSN 0886-3032 (WC · ACNP).
- Jason, Interview with Demonaz, in Heresy, n. 2, Heresy Magazine, 1997.
- Ian Christe, Riffs, in CMJ New Music Monthly, vol. 76, n. 12, 1997,  p. 48, ISSN 1074-6978 (WC · ACNP).
- Torbjörn Strand, Interview with Demonaz, in Oskorei, n. 1, Oskorei Magazine, 1997, ISSN 1502-7457 (WC · ACNP).
- Interview with Demonaz, in Nordic Vision, n. 11, Metal Union, 1998, ISSN 1501-9284 (WC · ACNP).
- Lars Jamne, Interview with Abbath and Iscariah, in Oskorei, n. 4, Oskorei Magazine, maggio 2000, ISSN ISSN: 1502-7457 (WC · ACNP).
- Kristie Snyder, Interview with Iscariah, in Spear, n. 5, Spear Magazine, luglio 2000.
- Chris Zgred, Interview with Iscariah, in MetalBite, MetalBite Magazine, 2002, ISSN 1552-5813 (WC · ACNP).
- Håkon Grav, Immortal - The last interview!, in Hard 'n' Heavy, n. 97, Hard'n'Heavy Magazine, 2003.
- Amy Sciarretto, Loud rock, in CMJ New Music Monthly, vol. 76, n. 12, 2003,  p. 24, ISSN 1074-6978 (WC · ACNP).
- Håkon Grav, Abbath speaks about the Immortal split for the first and last time!, in Scream, Scream Magazine, 2003, ISSN 1198-4767 (WC · ACNP).
- Interview with Abbath, in Rock Hard, Barcelona 5150 D.L., 2006, ISSN 436507534 (WC · ACNP).
- Brad Angle, Immortal: The Brothers Grim, in Guitar World, Harris Publications, marzo 2007, ISSN 1045-6295 (WC · ACNP).
- J. Bennett, "Decibel" braves a permanent winter to explore Immortal's grim and frostbitten kingdom, in Decibel, Decibel Magazine, ottobre 2009, ISSN 641960857 (WC · ACNP).
- Kory Grow, Immortal's Abbath and Demonaz on Guitar Riffs, KISS, and Partying (Or Lack Thereof), in Revolver, Future US, Inc, marzo 2010, ISSN 1602-5636 (WC · ACNP).